# 伊東剛
伊東 剛（いとう ごう、1949年〈昭和24年〉 - ）は、カメラマン・写真家。北海道旭川市出身。
北海道旭川西高等学校を経て、1972年（昭和47年）北海学園大学法学部卒。
1978年に写真家として活動をはじめ、1983年（昭和58年）A.H.O.Pro設立。北海道空知郡上富良野町深山峠に撮影拠点を置く。上富良野町や美瑛町の風景写真を撮り、1988年（昭和63年）に動物写真家の嶋田忠に師事。1989年深山峠に常設ギャラリーの「ザ・ピラミッド」を設立。1994年（平成6年）よりボストン大学客員教授。

## 写真集
- 大地讃讃
- 大地の輝
- 幻想光響詩